# 에코 (드라마)
《에코》(영어: Echo)는 2024년 1월 디즈니+에서 공개된 미국의 액션, 슈퍼히어로 드라마이다. 마블 시네마틱 유니버스(MCU)의 캐릭터 "에코"를 주인공으로 한 작품이자, 드라마 《호크아이》의 스핀오프 작품이다. 배우 알라콰 콕스가 에코 역을 연기한다.

## 출연진
- 알라콰 콕스 - 마야 로페스 / 에코
- 잔 매클라넌 - 윌리엄 로페스
- 빈센트 도노프리오 - 윌슨 피스크 / 킹핀
- 찰리 콕스 - 맷 머독 / 데어데블
- 채스케이 스펜서
- 탄투 카디널
- 데버리 제이컵스
- 코디 라이트닝
- 그레이엄 그린